# Daniel Schmidt (musicista)
Daniel Schmidt (...) è un compositore statunitense, inventore dell'American gamelan.
Insegna a suonare e costruire gamelan al Mills College ed è collaboratore di lunga data di Paul Dresher.
Come i suoi amici Lou Harrison e Bill Colvig, Daniel Schmidt ha costruito i suoi gamelan in alluminio ed ottone, come i Berkeley Gamelan e Sonoma State Gamelan, usati dalla Gamelan Pacifica di Seattle. Ha in produzione la realizzazione di un nuovo tipo di gamelan chiamato "Gift", progettato insieme ai suoi studenti. "Gift" sfrutta la stessa tonalità ed estensione del Si Darius/Si Madeleine.

## Discografia
- 2016 - In My Arms, Many Flowers